# Peso e Vales do Rio
Peso e Vales do Rio (oficialmente: União das Freguesias de Peso e Vales do Rio) é uma freguesia portuguesa do município da Covilhã, com 15,89 km² de área e 1256 habitantes (censo de 2021). A sua densidade populacional é 79 hab./km².

## História
Foi constituída em 2013, no âmbito de uma reforma administrativa nacional, pela agregação das antigas freguesias de Peso e Vales do Rio e tem a sede em Peso.

## Demografia
A população registada nos censos foi:
| Distribuição da População por Grupos Etários | Distribuição da População por Grupos Etários | Distribuição da População por Grupos Etários | Distribuição da População por Grupos Etários | Distribuição da População por Grupos Etários | Distribuição da População por Grupos Etários |
| -------------------------------------------- | -------------------------------------------- | -------------------------------------------- | -------------------------------------------- | -------------------------------------------- | -------------------------------------------- |
| Antes da agregação                           |                                              |                                              |                                              |                                              |                                              |
| Ano                                          | 0-14 anos                                    | 15-24 anos                                   | 25-64 anos                                   | >= 65 anos                                   | Total                                        |
| 2001                                         | 246                                          | 248                                          | 841                                          | 284                                          | 1619                                         |
| 2011                                         | 176                                          | 156                                          | 749                                          | 330                                          | 1411                                         |
| Após a agregação                             |                                              |                                              |                                              |                                              |                                              |
| Ano                                          | 0-14 anos                                    | 15-24 anos                                   | 25-64 anos                                   | >= 65 anos                                   | Total                                        |
| 2021                                         | 126                                          | 117                                          | 608                                          | 405                                          | 1256                                         |